# Eiði
Eiði (prononcer [ˈaiːjɪ]), en danois : Ejde, est une commune et un grand village dans les îles Féroé situé sur la pointe nord-ouest de l'île Eysturoy. Son nom signifie « isthme » en féroïen. Sa population est de 720 habitants en 2018. Dans le centre du village se trouve une grande église en pierre datant de 1881, construite pour fêter le centenaire de l'existence du village.

## Géographie

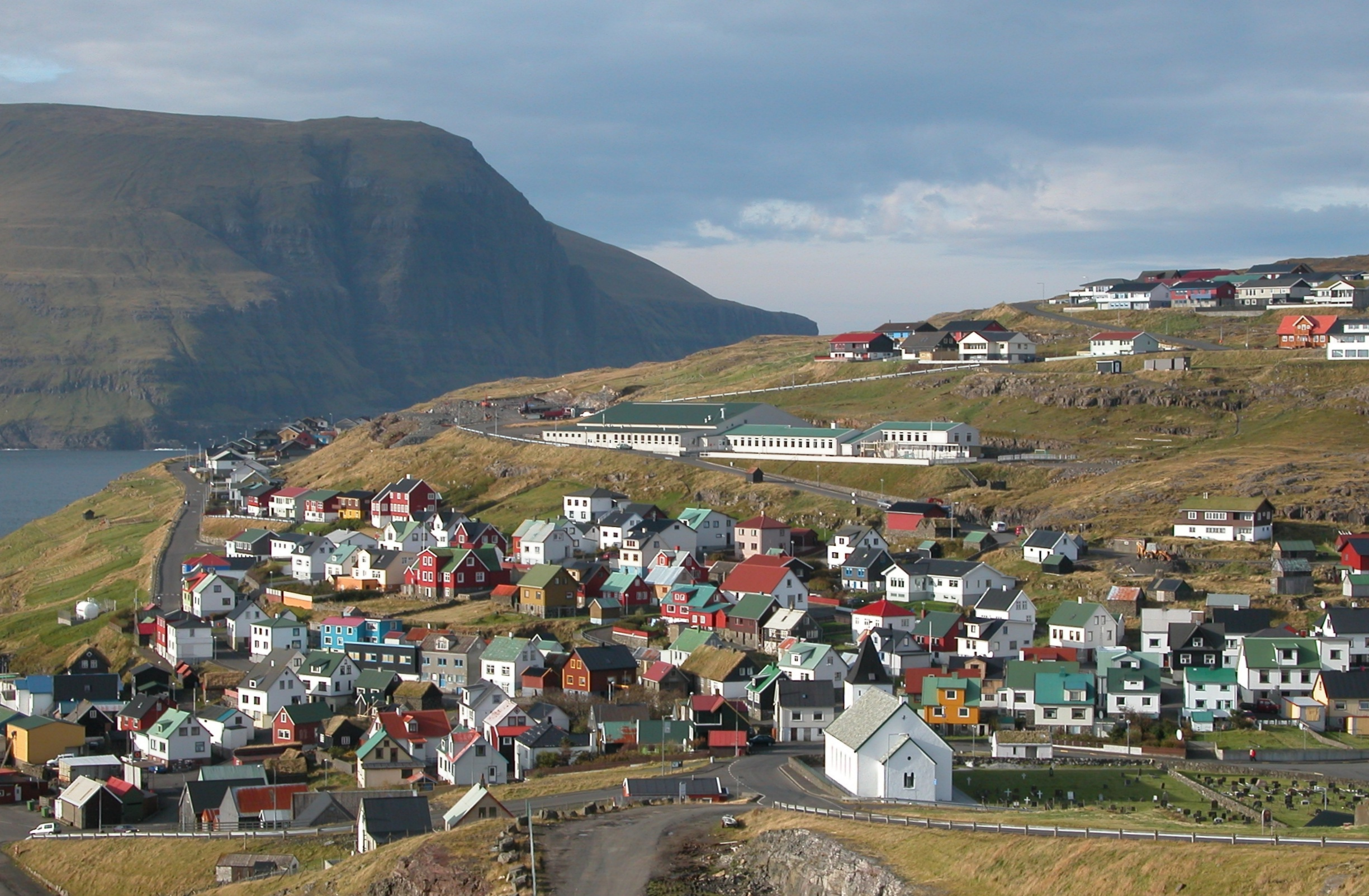
Une vue d'Eiði.

Une maison isolée à Eiði. Septembre 2020.

Près d'Eiði se trouve le promontoire Eiðiskollur culminant à 343 m d'altitude, d'où l'on a une belle vue sur la mer et les îles, y compris une vue plongeante sur Risin og Kellingin, deux rochers légendaires s'élevant jusqu'à 75 mètres d'altitude.
À quelques kilomètres au sud-est de Eiði est situé un barrage appelé Eiðisvatn. L'eau du barrage fournit une centrale hydroélectrique plus au sud. Le village comprend une station du réseau LORAN-C. Le pylône de l'établissement est probablement la plus haute structure des îles Féroé.
L'équipe de football du village est EB/Streymur. Ce dernier a été fondé en 1993 lors d'une fusion entre les équipes Eiðis Bóltfelag et Ítróttarfelagið Streymur.

## Jumelages
La ville d'Eiði est jumelée avec :
- Arsuk (Groenland)
- Siglufjörður (Islande)
- Herning (Danemark)
- Husby (Allemagne)
- Holmestrand (Norvège)
- Vänersborg (Suède)
- Kangasala (Finlande)